# Joel Higgins
Joel Franklin Higgins (Bloomington, 28 de setembro de 1943) é um ator e cantor norte-americano.
Formado em publicidade na Universidade Estadual de Michigan, logo após a formatura, trabalhou por seis meses na General Motors e desistiu do emprego para entrar no Exército dos Estados Unidos. Servindo na Coreia do Sul, era o sargento encarregado do entretenimento das tropas. No meio artístico, escreveu, junto com alguns amigos, uma revista musical intitulada "The Green Apple Nasties". Ao dar baixa do exército, vendeu o show para um produtor e viajou, com o espetáculo, por dois anos em cidades do interior dos Estados Unidos. Logo a seguir, foi convidado para participar do musical "Guys and Dolls", trabalhando por 17 semanas em cidade do centro-oeste americano. Em meados da década de 1970, trabalhou na Broadway e em 1975, recebeu o "Theatre World Award" pela atuação na montagem "Shenandoah". Em 1975, estreou na televisão, no seriado "Search for Tomorrow", da CBS.
Entre musicais da Broadway e atuações na televisão, trabalhou nos seriados Salvage 1 e Have Faith, nos sitcom´s Best of the West e Silver Spoons, na novela Bare Essence, entre outas programas. Também desenvolveu letras para musicais e jingles publicitários, como para o da empresas Kool-Aid. Em 2003 trabalhou no seriado Ed.
Em 2003, estreou no cinema em Dead Canaries e em 2016, atuou no filme No Pay, Nudity.